# Pierre Boiteau
Pour les articles homonymes, voir Boiteau.
Pierre Louis Boiteau est un botaniste français, né le 3 décembre 1911 à Cognac et mort le 1er septembre 1980 à Orsay dans l'Essonne.

## Biographie
Après des études à l'École d'horticulture de Versailles, il part le 26 octobre 1932 à Madagascar y faire son service militaire qui s'achève le 23 décembre 1933.
Dès 1934, il commence un herbier. Il est d'abord chargé des espaces verts d'Antsirabe à Madagascar et y crée le Parc de l'Est. Puis il prend ses fonctions en septembre 1935, au parc botanique et zoologique de Tsimbazaza à Tananarive. Parallèlement il apprend le malgache et passe le brevet supérieur de langue malgache en 1937.
En 1936, le Dr Ch. Grimes lui demande de l'accompagner à la léproserie de Manankavely, sur la route de Tamatave. Le fait de parler le malgache va lui permettre d'entrer en contact avec un tradi-praticien. Il va identifier les six plantes que celui-ci utilise. Parmi elles, il y a le Centella asiatica (L.) Urb. (Hydrocotyle asiatica L.). Les études cliniques débutent en 1937. C'est le début d'une recherche qui s'achèvera en 1942 par l'identification de l'asiaticoside par Bontems (Bontems J. E., 1942) et la mise au point d'un médicament cicatrisant, le Madécassol avec Albert Rakoto Ratsimamanga. Les retombées financières permettent la création de l'Institut malgache de recherches appliquées, dont les deux cofondateurs ont maintenant disparu mais l'IMRA existe toujours.

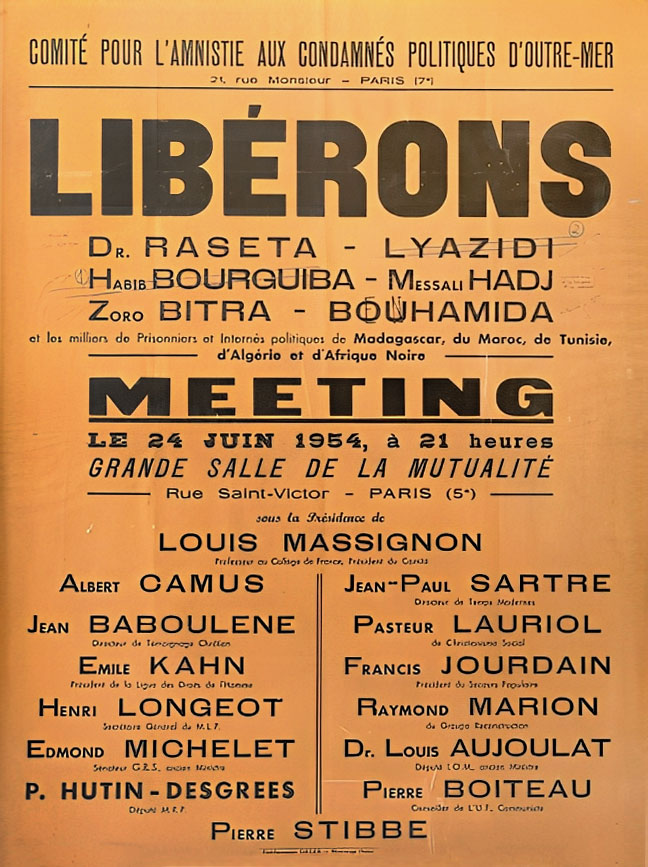
Meeting pour la libération des prisonniers et internés politiques de Madagascar, du Maroc, de Tunisie, d’Algérie et d’Afrique Noire, en présence de Pierre Boiteau, 24 juin 1954

Le Dr Ratsimamanga dirigeait un laboratoire situé au 12 rue de l'École-de-Médecine à Paris, intitulé « Laboratoire de physiologie nutritionnelle, des hormones et des vitamines » et accueille Pierre Boiteau qui a été expulsé de Madagascar, à la suite de l'insurrection malgache de 1947. Il y continue ses recherches en même temps qu'il travaille avec l'équipe du laboratoire de chimie du Muséum (Boiteau & al., 1948).
Il fut conseiller de l’Union française de 1949 à 1958 dont il fut le secrétaire. D’abord attaché de recherche au CNRS de 1949 à 1952 avec comme parrains Edgar Lederer et André Lwoff. Puis il fut directeur du laboratoire d’identification des végétaux, à l’ICSN-CNRS à Gif-sur-Yvette (Essonne) de 1968 jusqu'à sa mort.
Avec Ratsimamanga, ils publient de nombreux articles dont ensemble les Éléments de pharmacopée malgache. Seul le premier tome sera publié, faute d'argent. Pierre Boiteau va alors publier un Précis de matière médicale malgache en 1979.
Il meurt en septembre 1980 d'un cancer.
Le 1er septembre 1982, la poste de Madagascar édite un timbre à l'effigie de Pierre Boiteau.
L'une de ses filles, Lucile Boiteau-Allorge est aussi botaniste.

## Publications
- Ch. Grimes (1939). Le traitement de la lèpre par l'Hydrocotyle asiatica. Bulletin de la Société de pathologie exotique, XXXII (6) : 692.
- M. Bontems (1942). Sur un Glucoside nouveau : l'Asiaticoside isolé à partir de Hydrocotyle asiatica (ombellifères). Gazette médicale de Madagascar n° 15 : 29-33.
- J. Devanne & R. Razafimahery (1942). Glucoside et résine de l'Hydrocotyle asiatica. Gazette médicale de Madagascar : 15-34.
- Ch. Grimes & P. Boiteau (1945). Rapport sur la thérapeutique de la lèpre. Huitième rapport annuel de la Société du Parc Botanique et Zoologique de Tsimbazaza, 1944.
- P. Boiteau (1945). Travaux sur l'Asiaticoside (étude botanique). Neuvième rapport annuel de la Société du Parc Botanique et Zoologique de Tsimbazaza.
- P. Boiteau (1945). Travaux sur l'Asiaticoside. Rapport annuel du laboratoire de botanique et de technologie végétale : 26-40.
- P. Boiteau (1947). Contribution à l'étude du rôle des glucosides dans le métabolisme de la plante. Bulletin de la société de chimie biologique. XXIX (4-6) : 451-453.
- P. Boiteau & R. Saracino (1948). Premiers essais au sujet de l'action de l'Asiaticoside sur les lupus érythémateux et sur certaines lésions produites par les bacilles de Hansen & Koch. Le médecin français. VIII (19), 10 oct. 1948.
- P. Boiteau, A. Buzas, E. Lederer & J. Polonsky (1948). Sur la constitution chimique de l'Asiaticoside. Nature, 163 : 258. London. Communication Congrès de Chimie biologique, oct. 1948.
- P. Boiteau & A.R. Ratsimamanga (1956). L'asiaticoside extrait de Centella asiatica et ses emplois thérapeutiques dans la cicatrisation des plaies expérimentales et rebelles (lèpre, tuberculose cutanée et lupus). Thérapie II (1) : 125-151.
- P. Boiteau (1958). Contribution à l'histoire de la Nation malgache. Préface d’Émile Tersen. Éditions sociales. Paris, France.
- A.R. Ratsimamanga & P. Boiteau (1964). Propriétés thérapeutiques des extraits de Centella et de leurs constituants triterpéniques isolés. Annales de l'université de Madagascar. 2 : 101-107.
- P. Boiteau, B. Pasich & A.R. Ratsimamanga (1964). Les triterpénoïdes en physiologie végétale et animale. Gauthier-Villars (Paris) : 1370 pages. Asiaticoside : p 240-242, 841-842 et 1215-1268.
- A. Rakoto-Ratsimamanga, P. Boiteau et M. Mouton (1969) Éléments de Pharmacopée malagasy. IMRA (Antananarivo, Madagascar) : 5-306. en ligne sur Pl@ntUse
- P. Boiteau (1979). Précis de matière médicale malgache. La Librairie de Madagascar (Antananarivo, Madagascar) : 97 p.
- Pierre Boiteau, Marthe Boiteau et Lucile Allorge Dictionnaire des noms malgaches des végétaux  Éditions Alzieu. Grenoble. 1999

## Éponymie
- Helichrysum boiteaui  Humbert, Bull. Soc. Bot. France, 1938 : 662.
- Bulbophyllum boiteaui  Perrier de la Bâthie, Not. Syst., 1939 : 38.
- Senecio boiteaui  Humbert, Not. Syst. 1942 : 110.
- Aloe boiteaui  Guillaumin,*  *Bull. Mus. Nat. Hist. nat. 1942 : 349.
- Asplenium boiteaui  Tardiot-Blot, Mém. Inst. Scient. Madagascar, sér. B, VII, 1956 : 51.
- Croton boiteaui  Léandri, Adansonia, sér. 2, X(3), 1970 : 313.
- Pandaca boiteaui  Markgraf, Adansonia, sér. 2, XII(2), 1972 : 218.
- Benthamia boiteaui  Hervouet, Adansonia, sér. 3, XXXVI (2), 2014 : 209